# Mistake
Mistake – singel wydany przez Mike’a Oldfielda w 1982 roku.
Piosenka nie ukazała się na żadnym albumie do momentu wydania kompilacji The Complete, aczkolwiek była umieszczona jako bonus na północnoamerykańskiej wersji płyty Crises.
Wokal w piosence wykonuje Maggie Reilly.

## Spis utworów
1. „Mistake” – 2:55
2. „Waldberg (The Peak)” – 3:24